# Parlamentsrat
Parlamentsrat ist in Deutschland eine Amtsbezeichnung für Landesbeamte in Baden-Württemberg im parlamentarischen Beratungsdienst und in Niedersachsen als Mitglied des Gesetzgebungs- und Beratungsdienstes beim Landtag. In Österreich ist Parlamentsrat ein Amtstitel.

## Deutschland
In Baden-Württemberg gibt es die Amtsbezeichnungen Parlamentsrat (Besoldungsgruppen A13–A16) und Leitender Parlamentsrat (Besoldungsgruppe B2) für Beamte, die im Parlamentarischen Beratungsdienst tätig sind. Beim Niedersächsischen Landtag tragen Mitglieder des Gesetzgebungs- und Beratungsdienstes (GBD) in der Besoldungsgruppe B 5 die Amtsbezeichnung Parlamentsrat.
Parlamentsräte unterstützen die Ausschüsse, Fraktionen und Abgeordneten bei der Parlamentsarbeit. Sie beraten bei Gesetzentwürfen, erteilen Rechtsauskünfte oder erstellen Rechtsgutachten zu Gesetzesvorlagen und Anträgen. Bei ihrer Tätigkeit unterliegen sie keinen Weisungen. Sie werden aus dem Landtagshaushalt bezahlt.

## Österreich
An die Stelle der Amtstitel „Hofrätin“ oder „Hofrat“ treten in der Parlamentsdirektion die Amtstitel Parlamentsrätin oder Parlamentsrat (§ 140 Abs. 1 Z 2 BDG 1979). Die Parlamentsdirektion ist zur Unterstützung der parlamentarischen Aufgaben und zur Besorgung der Verwaltungsangelegenheiten im Bereich der Organe der Gesetzgebung des Bundes sowie gleichartiger Aufgaben und Verwaltungsangelegenheiten, die die in Österreich gewählten Mitglieder des Europäischen Parlaments betreffen, berufen und untersteht dem Präsidenten des Nationalrates (Art. 30 Abs. 3 BV-G). Der Amtstitel von Beamten der Dienstklasse VIII in der Parlamentsdirektion, die nicht im Bibliotheks- oder Stenographendienst verwendet werden, lautet ebenfalls Parlamentsrat. Leiter der Parlamentsdirektion ist der Parlamentsdirektor (§ 255 Abs. BDG 1979).